# Juncus capitatus
Juncus capitatus là một loài thực vật có hoa trong họ Juncaceae. Loài này được Weigel mô tả khoa học đầu tiên năm 1772.

## Hình ảnh

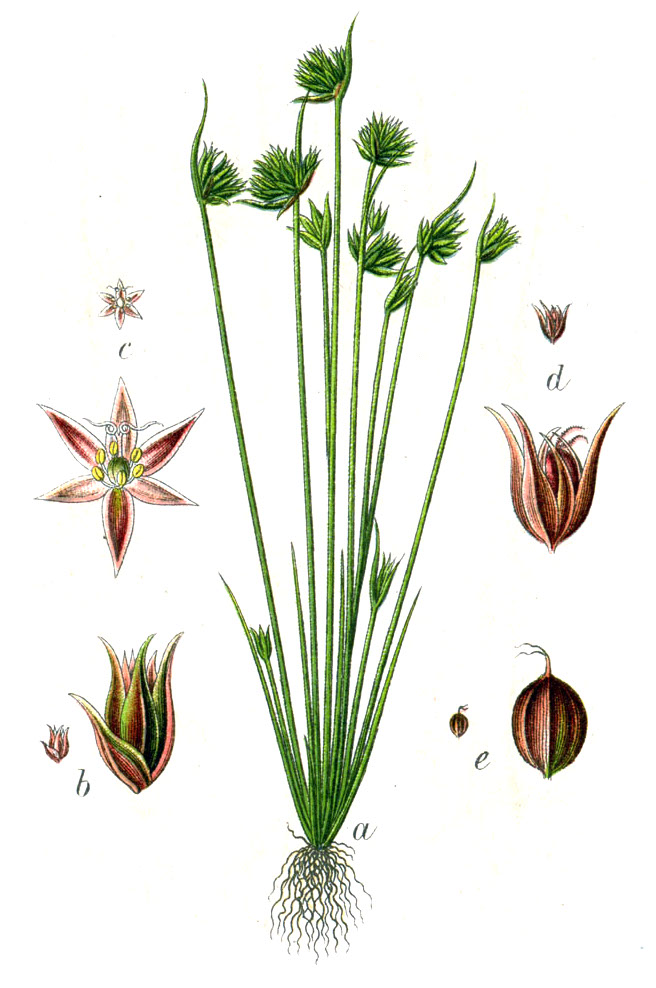
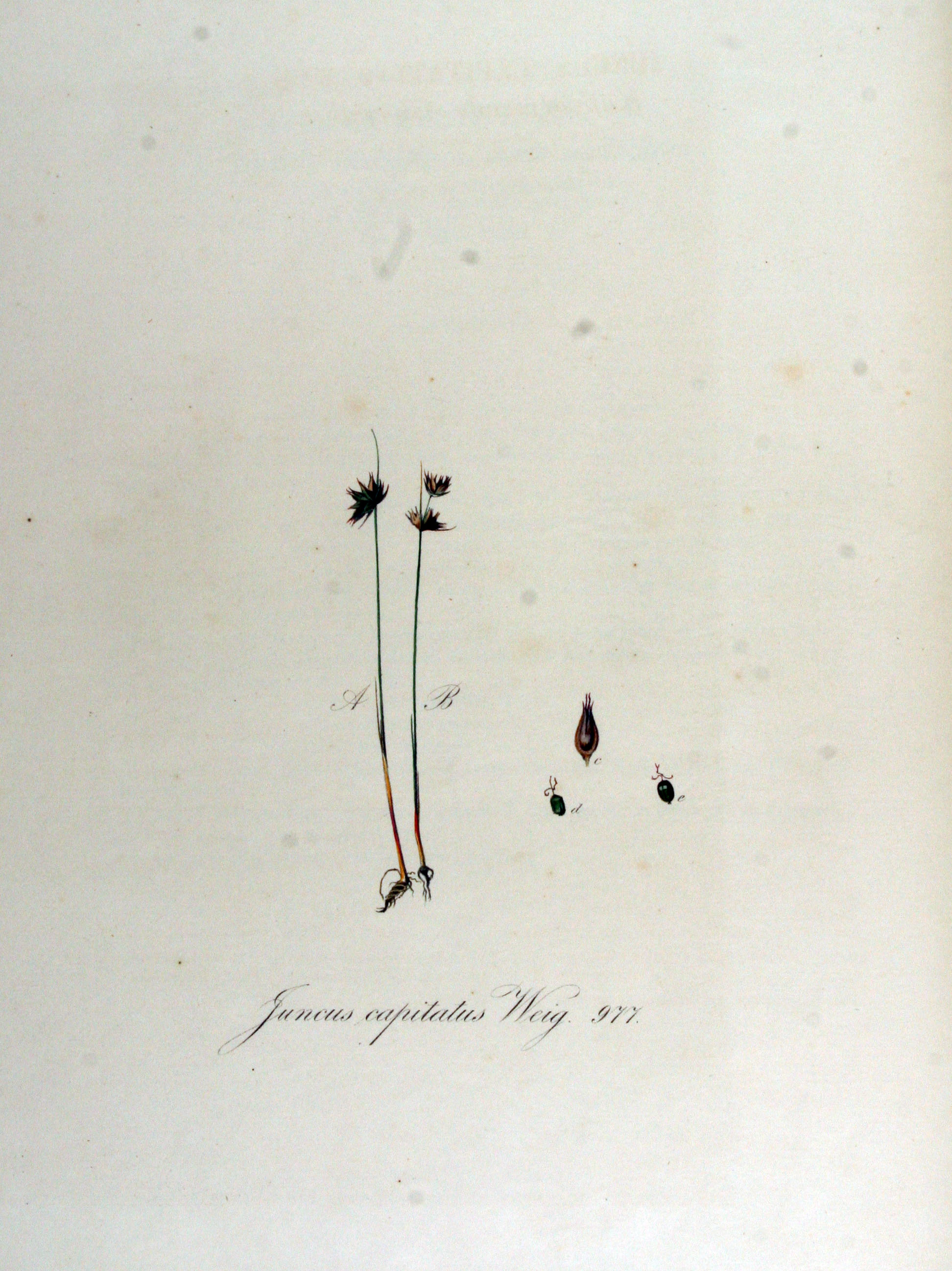